# Władysław Maleszewski
Władysław Maleszewski, né le 14 juin 1921, à Vilnius, en Lituanie et décédé le 27 février 1983, à Varsovie, en Pologne, est un ancien joueur et entraîneur de basket-ball polonais.